# Basisternum
Basisternum, sternannum – część sternum (brzusznego sklerytu) tułowia owadów.
Basisternum stanowi część eusternum z przodu od sternakosty i/lub nasady apofiz sternalnych bądź widełek sternalnych. Przed basisternum położone może być presternum, które odgraniczone może być od niego szwem submarginalnym. Za basisternum leży natomiast sternellum lub furcasternum. Z zewnątrz granica między nimi zaznaczona może być przez szew sternakostalny. U wielu owadów nasada widełek sternalnych wyciągnięta jest przez całą długość sternum, a wówczas basisternum jest nierozróżnialne.
Basisternum jest zwykle silniej wykształcone w segmentach skrzydłotułowia (śródtułowia i zatułowia) niż w przedtułowiu, gdyż w przypadku tych pierwszych służy za punkt zaczepu silnych mięśni poruszających skrzydłami.